# Песерень (комуна)
Песерень, Песерені (рум. Păsăreni) — комуна у повіті Муреш в Румунії. До складу комуни входять такі села (дані про населення за 2002 рік):
- Болінтінень (234 особи)
- Гелецень (768 осіб)
- Песерень (918 осіб) — адміністративний центр комуни

Комуна розташована на відстані 252 км на північний захід від Бухареста, 12 км на південний схід від Тиргу-Муреша, 90 км на схід від Клуж-Напоки, 115 км на північний захід від Брашова.

## Населення
За даними перепису населення 2002 року у комуні проживали 1920 осіб.
Національний склад населення комуни:
| Національність | Кількість осіб | Відсоток |
| -------------- | -------------- | -------- |
| угорці         | 1618           | 84,3%    |
| цигани         | 187            | 9,7%     |
| румуни         | 114            | 5,9%     |
| українці       | 1              | 0,1%     |

Рідною мовою назвали:
| Мова       | Кількість осіб | Відсоток |
| ---------- | -------------- | -------- |
| угорська   | 1699           | 88,5%    |
| румунська  | 128            | 6,7%     |
| циганська  | 92             | 4,8%     |
| українська | 1              | 0,1%     |

Склад населення комуни за віросповіданням:
| Релігія            | Кількість осіб | Відсоток |
| ------------------ | -------------- | -------- |
| реформати          | 1230           | 64,1%    |
| унітарії           | 353            | 18,4%    |
| православні        | 112            | 5,8%     |
| римо-католики      | 68             | 3,5%     |
| адвентисти         | 67             | 3,5%     |
| греко-католики     | 19             | 1,0%     |
| не релігійні       | 2              | 0,1%     |
| не вказали релігію | 33             | 1,7%     |